# Orthotrichum laxum
Orthotrichum laxum är en bladmossart som beskrevs av Lewinsky-haapasaari 1999. Orthotrichum laxum ingår i släktet hättemossor, och familjen Orthotrichaceae. Inga underarter finns listade i Catalogue of Life.